# Jean-Pierre Hansen (Judoka)
Jean-Pierre Hansen (* 3. Dezember 1957) ist ein ehemaliger französischer Judoka, der 1987 Europameister war. Er trägt den 7. Dan.

## Biografie
Jean-Pierre Hansen kämpfte im Halbleichtgewicht, der Gewichtsklasse bis 65 Kilogramm. 1977 belegte er den dritten Platz beim Tournoi de Paris hinter dem Japaner Kiyosuke Sahara und seinem Landsmann Guy Delvingt. 1980 gewann Hansen seinen ersten französischen Meistertitel. 1982 war er wieder Dritter beim Tournoi de Paris, diesmal hinter seinen Landsleuten Guy Delvingt und Thierry Rey. 1984 war er Zweiter beim Tournoi de Paris hinter dem Japaner Yōsuke Yamamoto. Bei den französischen Meisterschaften belegte er 1984 den zweiten Platz hinter Marc Alexandre. Von 1985 bis 1987 gewann Hansen dreimal in Folge das Tournoi de Paris. 1986 siegte er außerdem bei den französischen Meisterschaften. Bei den Europameisterschaften 1987 in Paris bezwang er im Halbfinale den Ungarn Tamás Bujkó und im Finale den Jugoslawen Dragomir Bečanović. Nach einem dritten Platz bei den Mittelmeerspielen erreichte Hansen bei den Weltmeisterschaften 1987 in Essen den siebten Platz.